# Лубањ
Лубањ (пољ. Lubań) град је у Пољској у Војводству доњошлеском. По подацима из 2012. године број становника у месту је био 22 108.

## Становништво
| 2012.  |
| ------ |
| 22 108 |

## Партнерски градови
- Лебау